# دشت بز
نقشهٔ دشت بز
دشت بز، روستایی از توابع بخش پاتاوه شهرستان دنا در استان کهگیلویه و بویراحمد ایران است.
اهالی این روستا از طایفه جلاله ایل نوئی می باشند که جمعیت زیادی از این روستا به شهرهای یاسوج و لردگان مهاجرت کرده اند.
این روستا در کنار رودخانهٔ خرسان و در ۱۱ کیلومتری شمال غرب روستای دزک است. دشت بز با آبگیری سد خرسان ۳ به زیر آب خواهد رفت.

## جمعیت
این روستا در دهستان سادات محمودی قرار دارد و براساس سرشماری مرکز آمار ایران در سال ۱۳۹۵، جمعیت آن ۲۹۱ نفر (۵۸خانوار) بوده‌است.